# Ambrogio Borghi (scultore)
Ambrogio Borghi (Nova Milanese, 1º ottobre 1848 – Milano, 4 maggio 1887) è stato uno scultore italiano.

## Biografia

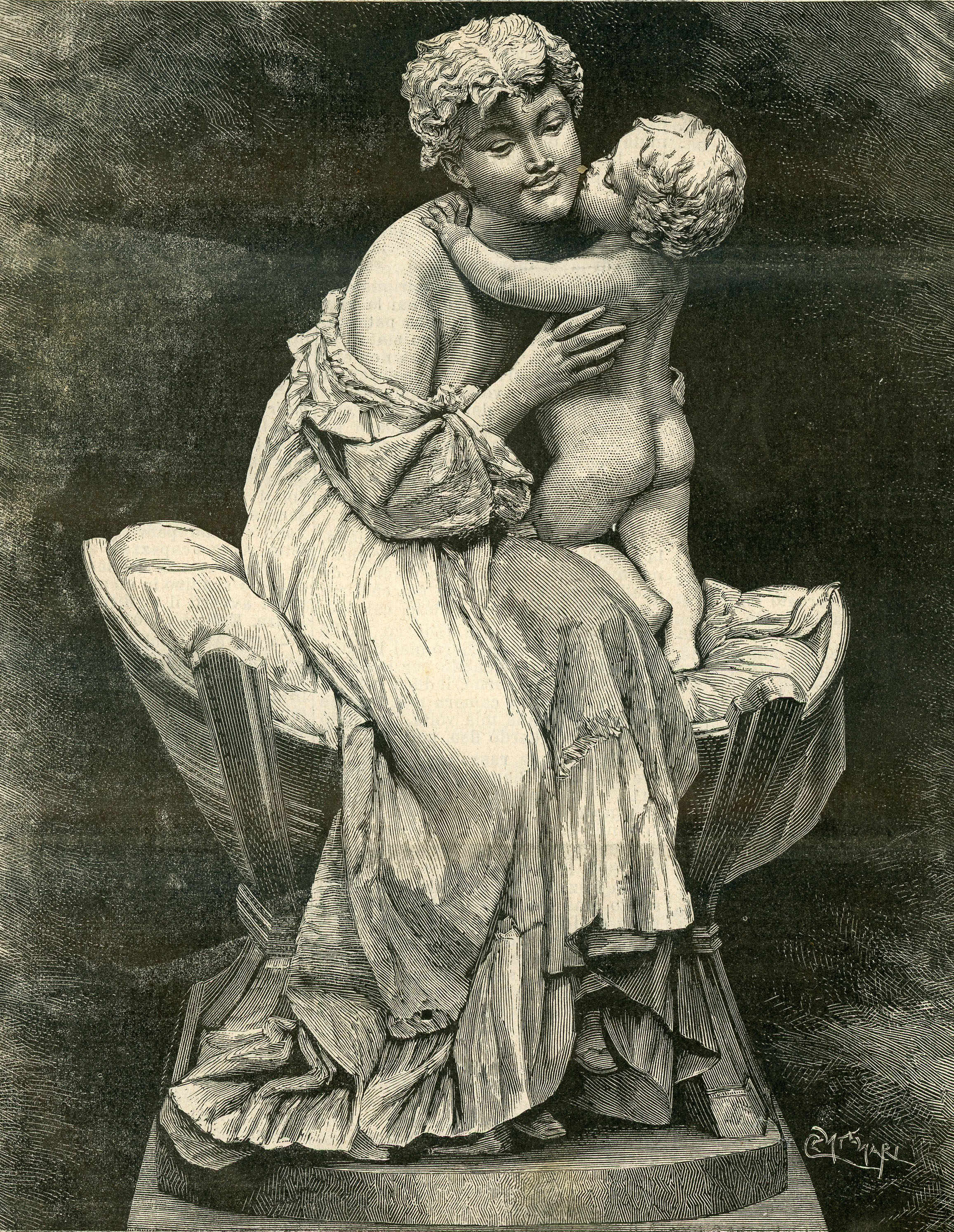
Riproduzione dell'opera Gioie Materne

Nato a Nova Milanese inizia gli studi artistici presso l'Accademia di belle arti di Brera, sotto la guida del professor Giovanni Strazza: dimostra fin da giovane incredibili doti, ottenendo numerosi riconoscimenti e aggiudicandosi nel 1871 la borsa di studio della Fondazione Oggioni, che gli permisero di studiare tre anni a Roma.
Continua poi a Torino all'Accademia Albertina dove viene seguito da Odoardo Tabacchi. Torna a Milano nel 1876 dove inizia a lavorare come scultore: è in questo periodo che realizza alcune delle sue opere più celebri andandosi ad affermare nella scena europea. Nel 1876 espone alla Esposizione centennale delle arti di Philadelphia l'opera Mascherina anche se raggiunge la notorietà con la III Esposizione universale di Parigi dove partecipa con 4 sculture, Chioma di Berenice, Oliver Cromwell, Cola da Rienzo e Gioie Materne: la critica esaltò l'operato del Borghi, che alla fine si aggiudicò la medaglia d'argento e la Legion d'onore. A ricevere particolare apprezzamento fu la Berenice, lodata da Anatole de Montaiglon e da Paul Mantz. Charles Blanc, allora direttore della Gazette des Beaux-Arts, affermò:
(Catalogue des 60 marbres italiens ayant figurés à l'Exposition Universelle de 1878, par le Ch. Alexandre Rossi, Hotel Drouot, 20 dicembre 1878)
Le Gioie Materne subirono in generale, invece, diverse critiche dovute all'eccessiva ripetitività di un soggetto, quello materno, visto diverse volte.
Nel 1880, a soli 32 anni, viene nominato professore di Modellato e Studio del Nudo all'Accademia di Belle Arti di Brera. Tra i suoi studenti si ricordano Eugenio Pellini, Adolfo Wildt, Medardo Rosso e Ernesto Bazzaro. Nel 1881 espose alla Esposizione nazionale di Belle Arti di Milano.
Del Borghi sono inoltre anche vari monumenti in numerose città italiane, alcuni dedicati a Vittorio Emanuele II, altri a Giuseppe Garibaldi e altri ancora a soggetti vari.
Morì molto giovane nel 1887, poco dopo aver vinto un concorso per la realizzazione di una statua di Garibaldi a Milano, opera mai realizzata.

## Mostre ed esposizioni
- 1876 - Esposizione centennale delle arti con l'opera Mascherina, Philadelphia
- 1877 - Esposizione nazionale di Belle Arti con l'opera Cola di Rienzo, Napoli
- 1878 - III Esposizione universale di Parigi con le opere Chioma di Berenice, Oliver Cromwell, Cola da Rienzo, Gioie Materne, Parigi
- 1881 - Esposizione nazionale italiana con l'opera Gioie Materne, Milano
- 2011 - Sacro e Profano: Temi mitologici e religiosi dalle collezioni civiche monzesi con l'opera Chioma di Berenice, Villa Reale, Monza
- 2017 -  Mostra Ambrogio Borghi, Villa Brivio, Nova Milanese

## Opere (elenco parziale)

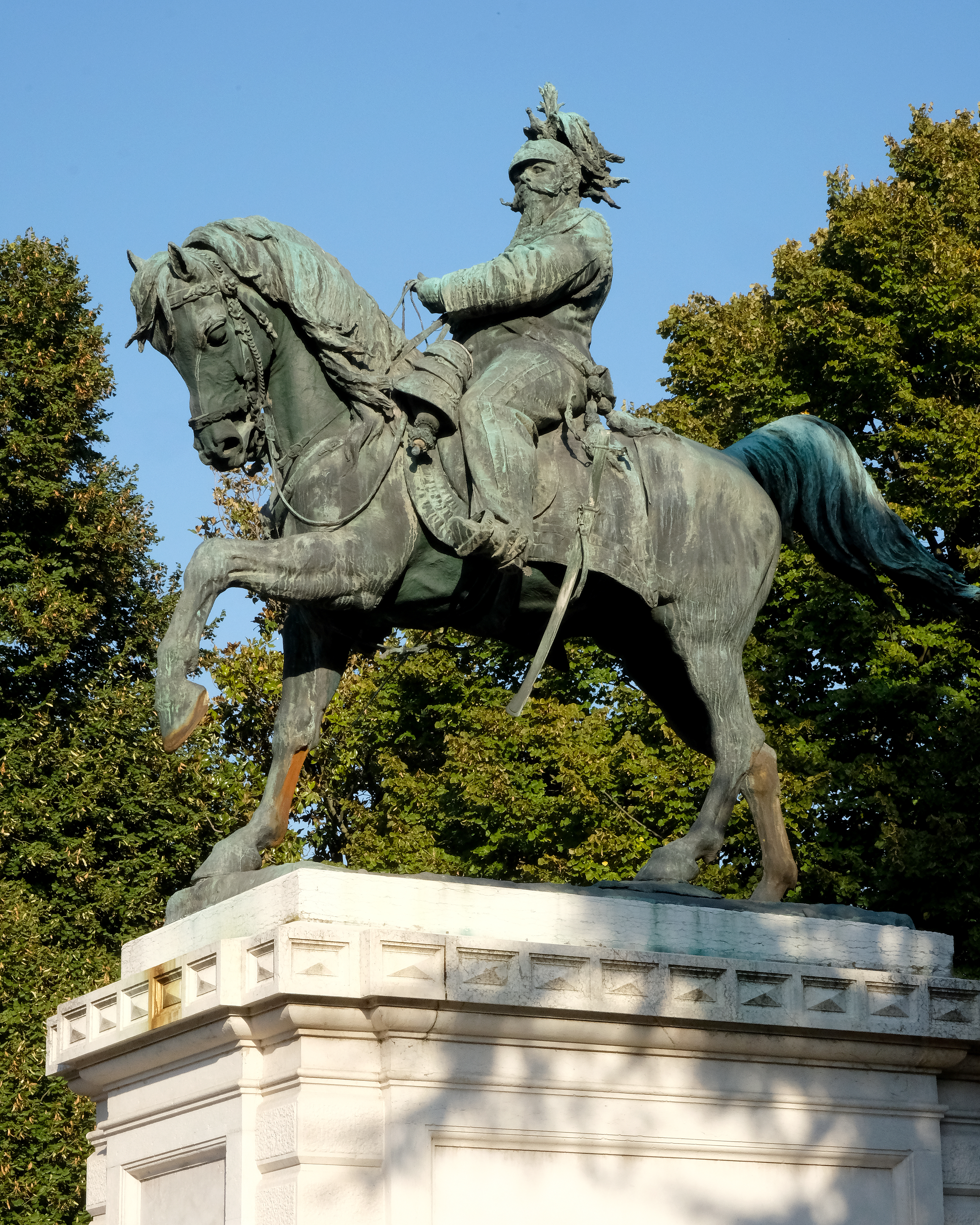
Monumento a Vittorio Emanuele II, Verona.

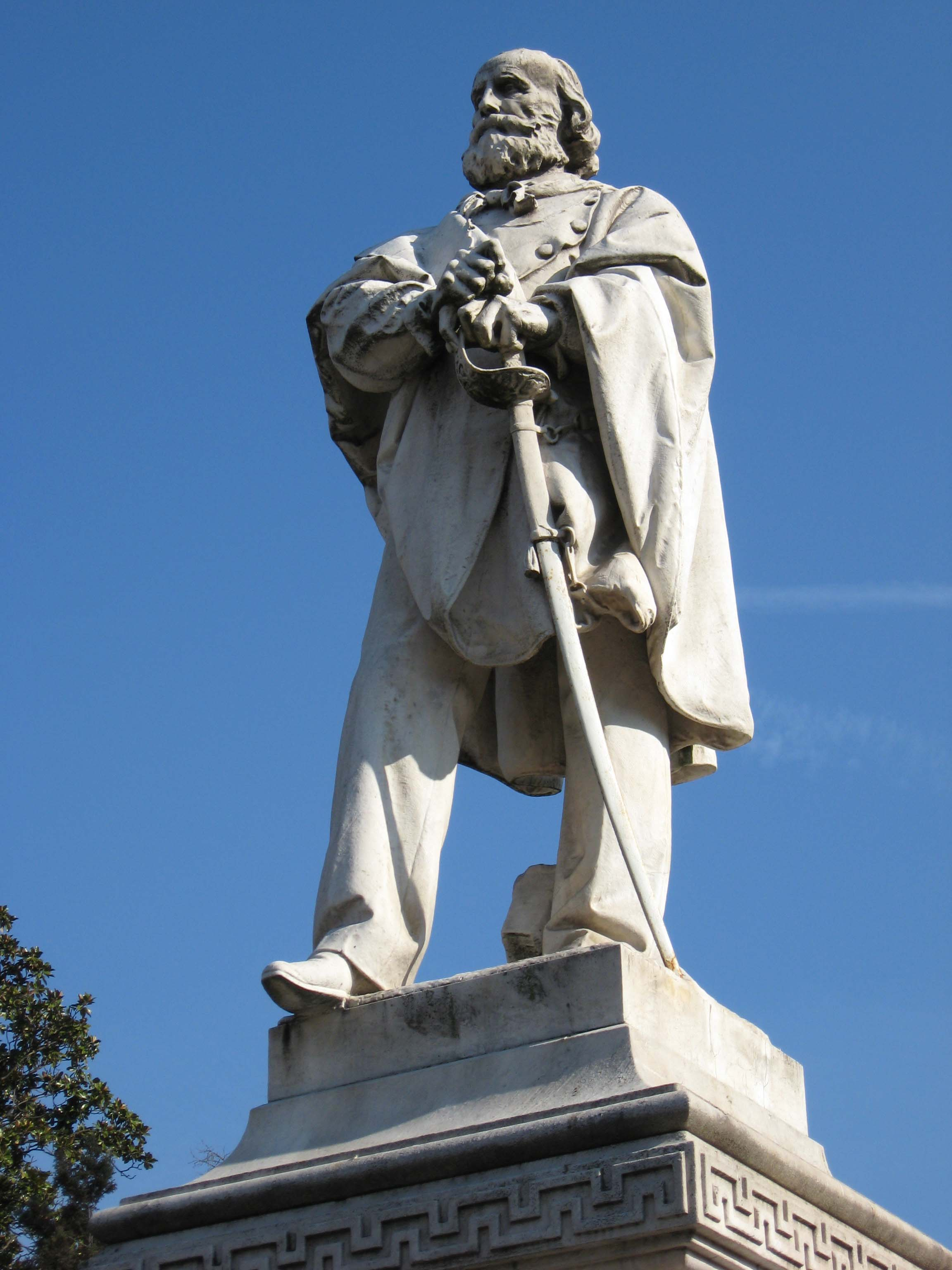
Monumento a Giuseppe Garibaldi, Padova.

- Ritratto di Alessandro Volta - bronzo, Museo nazionale di palazzo Reale, Pisa
- Lorenzo Bernini - 1870-1879, bronzo, collezione privata, collocazione sconosciuta
- Cola di Rienzo - 1871, marmo, Galleria d'Arte Moderna, Milano
- Oliver Cromwell - 1876, gesso, collezione privata, collocazione sconosciuta
- Mascherina - 1876, marmo, collezione privata, collocazione sconosciuta
- Figura di donna - 1876, marmo, collezione privata, collocazione sconosciuta
- Gioie Materne - 1878 (?), marmo, collezione privata, Oakland
- Chioma di Berenice - 1878, marmo, collezione privata, Parigi[1]
- Berenice - post 1878, gesso, Musei Civici, Monza
- Vincenzo Bellini - 1881, atrio del Teatro alla Scala, Milano
- Monumento equestre a Vittorio Emanuele II - 1881, bronzo, Piazza Martiri della Libertà, Novara
- Monumento equestre a Vittorio Emanuele II - 1883, bronzo, Piazza Bra, Verona
- Monumento a Giuseppe Garibaldi - 1886, marmo, Corso Giuseppe Garibaldi, Giardini dell'Arena, Padova
- Monumento a Vittorio Emanuele II - bronzo, Piazza Italia, Acqui Terme

## Curiosità
La versione dell'opera Chioma di Berenice esposta alla III Esposizione universale di Parigi è stata venduta all'asta da Sotheby's nel 2011 alla cifra di 553.250 £, circa 650.000 €, segnando il record come nudo femminile del XIX secolo più costoso di sempre, battuto solo nel 2017 da La grande névrose di Jacques Loysel. Una versione in bronzo della Berenice è stata battuta sempre da Sotheby's nel 2017 a 248.750 £.